# Tarot de Silicon Valley
El Tarot de Silicon Valley (o Silicon Valley Tarot en anglès) és un fals joc de tarot modern, publicat com a broma per Steve Jackson Games sota el lema "Més barat que un consultor. Els mateixos resultats". Va ser concebut i creat per Thomas Scoville, que també va escriure el llibre d’interpretacions que l’acompanya.
Les seves imatges es publicaren inicialment a Internet, però l'interès va créixer i la versió física va ser publicada el 1998.
Totes les cartes d’aquest joc es relacionen amb el món de la informàtica i les tecnologies de la informació.
Els colls dels arcans menors són Xarxes, Cubicles, Discs i Hosts, i les figures, en lloc de ser Rei, Reina, Cavall i Sota, són CIO (sigles de Director de sistemas d'informació en anglès), Marketeer, Salesman i New Hire.
Els arcans majors consisteixen en: el Pirata Informàtic, el Capital de Risc, la Xarxa, el Consultor, la Sortida a Borsa, el Futurista, l’Acomiadament, el Correu Brossa, el Servidor, l’Accionista, la Propera Gran Cosa, el CEO, Flame War, Bugs, el Gurú, Double Latte, Stock Options, Mar de Cubicles, Encriptació, Firewall, El Camí Reial, El Sysadmin i el Garatge.
Actualment la baralla està descatalogada.